# Micrurus diana
Micrurus diana är en ormart som beskrevs av Roze 1983. Micrurus diana ingår i släktet korallormar, och familjen giftsnokar. Inga underarter finns listade i Catalogue of Life.
Arten förekommer i Bolivia samt i angränsande områden av Brasilien. Honor lägger ägg.